# 半井驢庵
半井 驢庵（なからい ろあん）は、室町時代から江戸時代にかけて、医家の半井家のうち、半井明親（初代驢庵）の子孫が代々称した名。うち数名は「通仙院」の院号を称している。半井驢庵家（半井通仙院家）は、江戸幕府において奥医師の長（典薬頭）を今大路道三家（今大路家は曲直瀬道三の末裔）とともに務めた。

## 歴代

### 初代 明親
「驢庵」を称した初代である半井明親は、室町時代後期の人物で、典薬頭を務めた和気（半井）利長の子。
永正年間（1504年 - 1521年）に明へ渡航し、時の正徳帝（武宗）の診察にあたり、銅硯1面と驢馬2頭を与えられた。日本への帰国後、驢馬1頭を後柏原天皇に献上。明の官服を着て驢馬に乗って参内することを許されるとともに、「驢庵」の称を与えられた。半井家の裏菊の家紋は、将軍足利義政（1436年 - 1490年）より与えられたものとも、天皇から与えれた中啓（末広とも。扇子の一種）の紋様を家紋にしたものともいう。また、半井家の家名は明親の屋敷にあった井戸に由来すると説明される。天文16年（1547年）死去。大徳寺真珠庵に葬られた。

### 2代 光成（瑞策）
2代驢庵は、初代驢庵（明親）の二男。諱は光成、号は瑞策。正親町天皇（在位: 1557年 - 1586年）より『医心方』30巻と通仙院の院号を与えられた。正親町天皇の時代には法印に叙すことが検討されたが、先任の法印がいる場合にはその上席に就けることができないため、深黒の素絹を着用することを許し、僧綱によらずに法印の上席とした。これは他の医官と異なる半井家の特例となった。文禄5年/慶長元年（1596年）死去。

### 3代 成信（瑞桂）
3代驢庵は、2代驢庵（瑞策）の子で、諱は成信、号は瑞桂・任世翁・通仙院。徳川家康や徳川秀忠に薬を調進した。寛永元年（1624年）、父の先例により、法印に叙されずに勅命によって深黒の素絹の着用を許された。また「通仙院」の院号を称することが許され、「驢庵」の号は嫡孫の半井成近に譲っている。
『寛政譜』によれば寛永15年（1638年）に京都で没したとあるが、大徳寺真珠庵の墓石銘によれば寛永16年（1639年）没。

### 4代 成近（瑞寿）

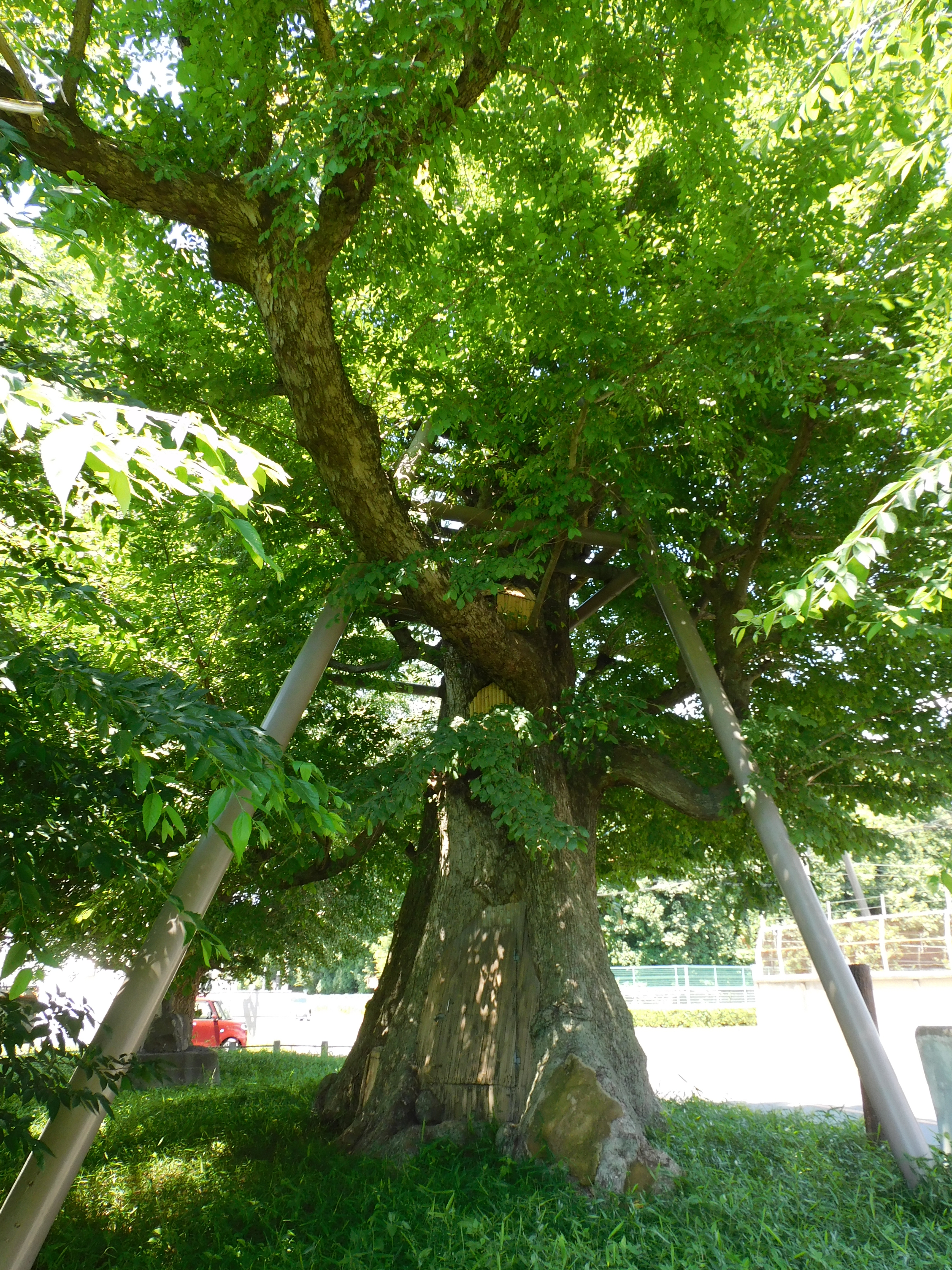
成近が知行地の屋敷に植えたものと伝える「有馬のハルニレ」（神奈川県海老名市）

4代驢庵は、3代驢庵（成信）の孫で、諱は成近、号は瑞寿。寛永元年（1624年）に江戸に召し出されて徳川家光に奥医師として仕える、寛永9年（1632年）に相模国高座郡で1000石の知行を与えられた。寛永16年（1639年）には家光の命を受けて京都に派遣されて東福門院の治療にあたった。久志本常尹と交互に朝廷に勤仕するよう命じられ、祖父の遺領であった山城国愛宕郡内500石も合わせて1500石を知行するが、同年に京都で没した。
知行地の高座郡本郷村（現在の神奈川県海老名市本郷）には屋敷が設けられ、付近には「驢庵坂」などの地名が残る。同地には4代驢庵（成近）が植えたとされるハルニレの木が現存する（有馬のハルニレ）。

### 5代 成忠（瑞堅）
半井成忠は成近の子。驢庵瑞成、のちに通仙院瑞堅と称した。寛永17年（1640年）に幕府から暇を得て京都に赴き、明正天皇を診察した。『寛政譜』には「これよりのち代々この事をつとむ」とある。延宝6年（1678年）没。

### 6代 達時（瑞章）
半井達時は成忠の子。瑞章を号する。貞享4年（1687年）没。

### 7代 成明（瑞英）
半井成明の父は、館林藩（徳川綱吉）に仕えた半井益庵頼路。母は同藩に仕える半井宇庵某の娘。成明ははじめ宇庵を称した。達時の婿養子となって驢庵を継ぐ。号は瑞英。延享2年（1745年）没。

### 8代 成庸（瑞閏）
半井成庸は成明の婿養子。藤堂良起の三男。驢庵を継ぎ、瑞閏と号する。宝暦9年（1759年）没。

### その後
成庸の子・半井成高は典薬頭となるが、『寛政譜』では「驢庵」を称したとは記されていない。成高の子で、『寛政譜』編纂時の当主である半井成美についても同様である。
半井成美は寛政2年（1790年）、家蔵の『医心方』についての幕府の問い合わせに対して「前後ふつつか」な言上を行い、さらには先年の火災で焼失したと報告したことについて、職務がおろそかであると咎められ、出仕停止処分を受けている。これは、半井家が門外不出とした『医心方』の借覧と写本製作を目指した奥医師多紀家との攻防の一幕である（半井家#医心方（半井家本）参照）。
半井成美の養子・半井清雅は、河内国狭山藩主北条氏昉の子である。清雅のあとを継いだ半井広明は、六郷氏からの養子である。幕末期の典薬頭は、広明の子の半井広国である。広国は明治維新に伴い俸禄を返上し、1901年（明治34年）に継嗣なく没した。

## 関連文献
- 田端泰子「『玄朔道三配剤録』と『医学天正記』から見た曲直瀬玄朔一門の患者とその時代　－とくに秀吉の番医制との関係を軸に－」『女性歴史文化研究所紀要』第22号、京都橘女子大学女性歴史文化研究所、2014年。